# ディン・Q・レ
ディン・Q・レ（Dinh Q. Le、クオック・グー：Lê Quang Đỉnh, Đỉnh Q. Lê、チュハン：黎 光頂、1968年 - 2024年4月6日）は、ベトナムの芸術家。ベトナム難民の経験をもち、戦争を中心テーマの1つとしている。戦争にまつわる記憶、人々が語る物語、歴史的言説、写真や映画のイメージをもとに表現する。メディア作品を素材に使い、ベトナムの伝統的なゴザ編みを元に写真をタペストリー状に編む『フォト・ウィービング』シリーズ（1989年～）は代表作のひとつ。

## 経歴
ベトナム南西部のカンボジア国境に近いハティエンに生まれる。カンボジア・ベトナム戦争が起きたため、1978年に家族と共にボートピープルとしてベトナムを脱出し、アメリカのカリフォルニアへ移住した。カリフォルニア大学サンタバーバラ校で学んだのち、スクール・オブ・ビジュアル・アーツで写真芸術を学んだ。
1990年代初頭に芸術家としてデビューしたのち、1993年に奨学金を得てベトナムへ帰郷し、ベトナム人写真家による戦争写真を収集した。当時は北ベトナム軍の従軍写真家ヴォ・アン・カーン（Võ An Khánh）への興味があったという。1997年にはホーチミン市に拠点を移した。ベトナムでは政府による言論統制があるため、活動の継続を懸念する声もあったが、「ベトナム人としての自分がもつ記憶や人生のバックグラウンドを見極めるため」、「あのとき自分の家族のまわりで何が起こっていたのか、そして、どうしてそんなことが自分の国に起きてしまったのか、何とか知りたい」と話している。
ベトナムでは、古美術品や戦争時の絵画、ポストカードを収集した。家族がベトナムを脱出した時に残した写真があるのではないかという期待が動機だった。政府の検閲のため国内での作品公開はできなかったが、収集品をもとに2000年以降から活発に制作・発表をした。2000年代初頭にアメリカで数々の個展を開催し、ニューヨーク近代美術館で『プロジェクト93』（2010年）を開催した。その後、世界各国で作品を展示し、メディアシティ・ソウル2014、ドクメンタ13（2012年）、シンガポール・ビエンナーレ（2006年、2008年）などに参加した。収集したポストカードを元にしたインスタレーションには、『Crossing the Farther Shore』（2014年）、『Erasure』（2011年）が挙げられる。
ホーチミン市に拠点を移してからは、ベトナムで芸術家の育成も行っている。1990年代以降のベトナムは、政府によって芸術家の活動が制限されており、芸術協会が地元芸術家の支援と検閲を行う状況にあった。そこでレは、アメリカの美術館や団体の支援を受けて、非営利団体のベトナム芸術基金を設立した。この団体は、西側諸国で活動する芸術家、歴史家、キュレイターらをベトナムに派遣して、若手芸術家の育成に協力した。2007年には、ホーチミン市にアートスタジオ「サン・アート」をティファニー・チュン、トゥアン・アンドリュー・グウェン（Tuan Andrew Nguyen）らと共同設立した。サン・アートは、2009年にはキュレイターのゾーイ・バット（Zoe Butt）をディレクターに迎え、さまざまな制約を受けながら活動を続けている。
アジア初の大規模個展となった『明日への記憶』は、2015年に森美術館、2016年に広島市現代美術館で開催。この展覧会は、「戦争をテーマにしているわけではないこと、紛争や暴力や死や破壊についてではなく、いかに我々個人 市民がそれらに立ち向かい、トラウマを克服し 生き延びようとしたか」を扱っていると話した。『明日への記憶』展では、日本の戦後に焦点を当てた映像作品『人生は演じること』（2015年）も発表した。
2024年4月6日、脳卒中で死去。56歳没。

## 作品
戦争を中心テーマの1つとしている。レは映画や写真からイメージを戦争の記憶として取り出し、ベトナム難民にとって生々しい記憶でもある戦争を再解釈している。アートとは、「もしかしたら真実かもしれないし、もしかしたら作り話かもしれない」、「自分なりの表現ができてさえいるならば『本当の話かどうか』はアートの場合、二の次だと思っています」とも話している。
創作のきっかけは、大学時代に履修した「ベトナム戦争への宗教的アプローチ」という授業だった。ベトナム人の視点からベトナム戦争が語られないことに怒りを抱いたレは、ポスター作品『ベトナム戦争のポスター』（1989年）を制作した。この作品は、上段には「破壊はお互いさまだった」というジミー・カーター大統領の言葉や、「これは仕事じゃない、冒険だ」というアメリカ兵の言葉がある。中段にはベトナム人の死者や、親を戦争で失ったベトナムの子供の写真があり、下段には「片方、あるいは両方の親を失ったベトナム人の子供の数 800,000人」などの言葉がある。比較によって、ベトナム人の犠牲者の多さが明らかとなるように構成されている。
ベトナムと市原で集めた古着を日本人とベトナム人、さまざまなルーツをもつ外国人が縫い上げたインスタレーション『絆を結ぶ』について、「私はアイデアを出したけれど、一切、手を動かすことはなかった。これはベトナムと市原のコミュニティによってつくりあげられた共同作品だ。私のまったく新しいチャレンジだった」と述べている。

### フォト・ウィービング
レは、フォト・ウィービング（photo-weaving）と呼ぶ手法を使っている。写真を短冊状やキルト状に切って組み合わせる手法で、叔母から学んだベトナムの伝統的なゴザ編みをもとにしてサンタバーバラの学生時代に考案した。アメリカに住むベトナム人だったレが、2つの世界のアイデンティティや文化の編み合わせについて思案した結果、誕生した。
『モット・コイ・ディー・ヴェー』（1998年）という作品では、ベトナムの古物商で買った1500枚の写真やポストカードをキルト状に糸で紡ぎ合わせた。写真やポストカードは戦禍や圧政から逃れた人々が手放したもので、レは裏面にテキストを書き込んでいる。テキストはベトナム女性の悲恋を詠った古典文芸『キエウ伝』、ベトナム難民のインタビューを人類学者ジェームズ・M・フリーマンが編纂した『悲しみの心』（1989年）、アメリカ兵が家族に向けて書いた手紙から抜粋された。『モット・コイ・ディー・ヴェー』は個展のあとで消失し、『モット・コイ・ディー・ヴェーⅡ』（2005年）が制作された。
『ロシアンルーレット』（2002年）では、素材はエディ・アダムズの報道写真『サイゴンでの処刑』（1968年）と、映画『ディア・ハンター』（1978年）のロシアン・ルーレット場面のスチール写真が選ばれた。これによって、死を目前にしたベトナム兵士と、映画で捕虜となったアメリカ兵士が混じり合っている。『消えない記憶』（2000年-2001年）や『ベトナムからハリウッドまで』（2003年-2005年）では、アメリカの戦争映画や報道写真も使われている。

### 映像作品

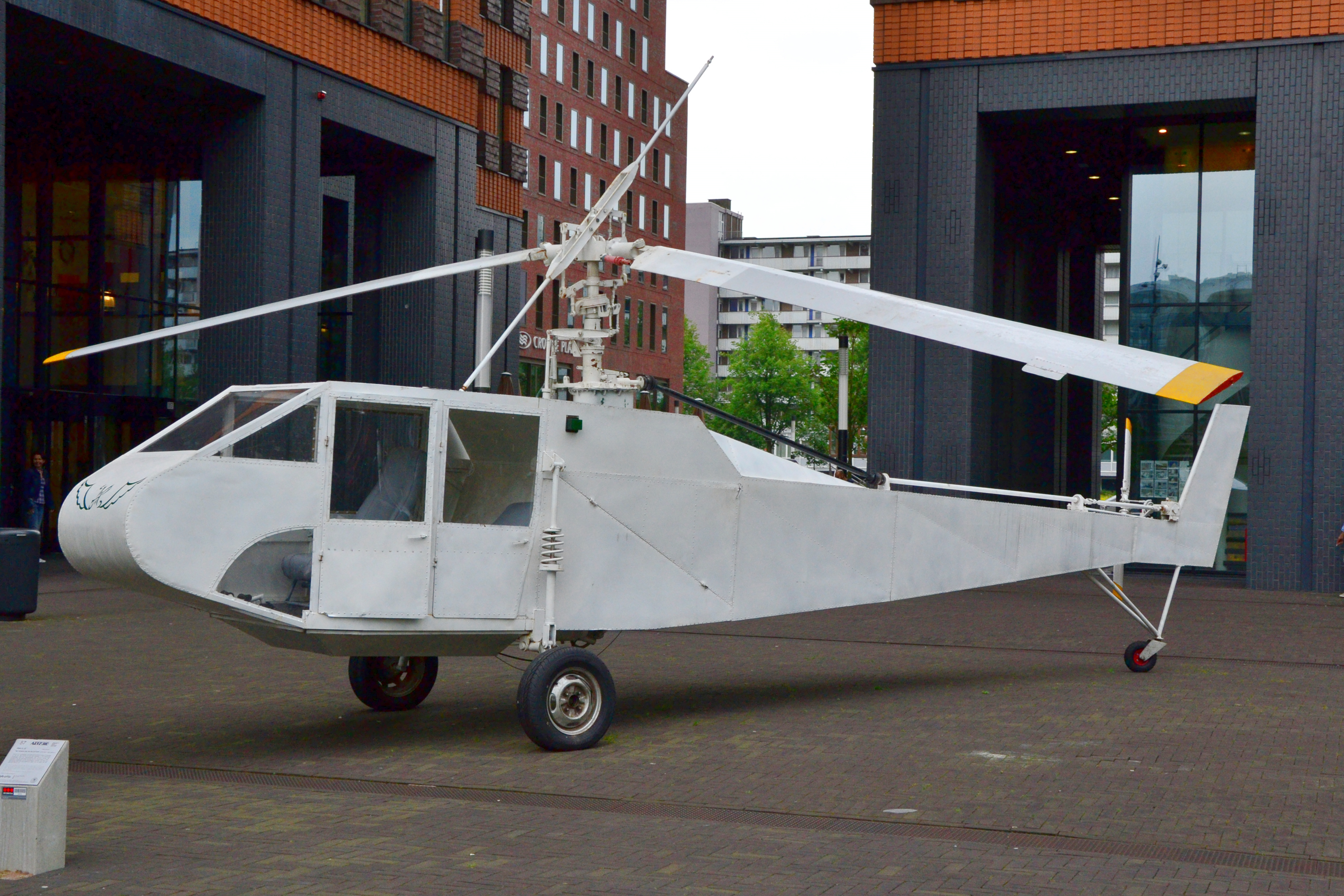
インスタレーション『農民とヘリコプター』（2006年）で展示されたヘリコプター

映像インスタレーション『農民とヘリコプター』（2006年）では、ベトナム戦争で兵器として使われたヘリコプターと人々の関係をテーマとした。レ自身によるベトナム人へのインタビュー映像が流れ、戦争をきっかけにヘリコプターを独学で作ったベトナム人エンジニアが登場する。インタビューを上映するスクリーンの横には、エンジニアが作ったヘリコプターが展示されている。ヘリコプターへの恐怖や好奇心、戦争と平和利用など様々な感情や目的が映し出され、「ヘリコプターに怯えるかわいそうなベトナム人」というステレオタイプなイメージをくつがえすように構成されている。
戦争と芸術家の関係をテーマとした作品として、『光と信念：ベトナム戦争の日々のスケッチ』（2012年）や、『闇の中の光景』（2015）がある。『光と信念』はベトナム共産党の従軍画家、『闇の中の光景』はベトナム独立運動への参加後に共産党の信奉を捨てて表現主義絵画を描いたトラン・トゥルン・ティン（Tran Trung Tin）を撮影している。当初は1つの作品として予定されていたが、撮影を通して2つの別個の作品となった。レはいずれかを否定するのではなく、それぞれが完結した議論として完成させた。
『人生は演じること』（2015年）は個展『明日への記憶』のために制作した。この作品では、軍服に身を包んだ日本人をテーマにしている。レは靖国神社とそれにまつわる論争に興味を持ち、非常に大きな問題をはらんでいると考えている。そこで8月15日に靖国神社に行き、コスプレをしている日本人に声をかけ、撮影許可を受けた。作品は3部構成で、 (1) 北ベトナム軍の軍服を着た日本人による模擬戦闘、 (2) 自宅でアメリカ軍と旧日本軍の軍服を着た日本人、 (3) 勤め先のバーでベトナムの軍服を着た日本人がベトナム流行歌をカラオケで唄う場面がある。この撮影を通して、レはベトナム戦争の意味をあらためて考える機会を得たと語っている。
『コロニー』（2016年）では、ペルー沖のチンチャ諸島でグアノを採掘する労働者を撮影し、天然資源と領土の奪い合いを表現した。ドローンを用いたカメラによる3つの場面があり、1つ目は鳥のように見下ろす視点、2つ目はかつてチンチャで強制労働をさせられた中国人が住んだ建物、3つ目は手作業で働く現在の労働者が映される。さらに会場の大スクリーンには、南シナ海でベトナム漁船に衝突する中国船や、中国が建設する人工島をアメリカ空軍が撮影した映像が流された。ビデオを見る人は、19世紀へ戻り、現在の中国の行動には先例があったことに気づいて欲しいとレは語っている。